# Baicheng
Baicheng är en stad på prefekturnivå i Jilin-provinsen i nordöstra Kina som gränsar till den autonoma regionen Inre Mongoliet. Den ligger omkring 240 kilometer nordväst om provinshuvudstaden Changchun.

## Historia
Baicheng upprättades som härad 1904, då orten hette Jing'an. 1914 döptes orten om till Tai'an och 1950 fick den namnet Baicheng, vilket betyder "den vita staden" på kinesiska. Namnet Baicheng går tillbaka till det mongoliska namnet Tsagaan hot, vilket har samma betydelse som det kinesiska namnet. Baicheng tillhörde länge provinsen Heilongjiang, men tillföll Jilin när provinsgränserna drogs om 1954.

## Administrativ indelning
Baicheng består av ett stadsdistrikt, två härad och två städer på häradsnivå:
- Stadsdistriktet Taobei (洮北区), 1.893 km², 517 613 invånare (2010), stadscentrum och säte för stadsfullmäktige;
- Häradet Zhenlai (镇赉县), 5.389 km², 298 404 invånare;
- Häradet Tongyu (通榆县), 8.476 km², 353 604 invånare;
- Staden Taonan (洮南市), 5.108 km², 432 271 invånare;
- Staden Da'an (大安市), 4.879 km², 431 166 invånare.

## Näringsliv
Baicheng är idag ett centrum för textilindustrin, men också läder- och keramikprodukter framställs här. Jordbruket i regionen producerar bland annat sojabönor och oljeväxter.

## Klimat
Genomsnittlig årsnederbörd är 585 millimeter. Den regnigaste månaden är juli, med i genomsnitt 162 mm nederbörd, och den torraste är januari, med 4 mm nederbörd.